# WestRock
WestRock é uma empresa norte-americana produtora de embalagens de papelão, fundada em maio de 2015. WestRock é classificada como a segunda maior empresa americana de embalagens. É uma das maiores empresas de papelão e embalagens do mundo, com receitas anuais de 21,3 mil milhões de dólares contando com mais de 50.000 membros em mais de 300 locais em 30 países do mundo. A empresa possui sede em Atlanta, na Geórgia, e escritórios distribuídos em Norcross e Richmond, na Virgínia.

## História e operações
A Westrock foi fundada em maio de 2015 após a fusão das duas empresas MeadWestvaco e Rock Tenn. Os acionistas da MeadWestvaco receberam 0,78 ações da empresa consolidada. Os acionistas da Rock-Tenn escolheram uma ação da nova empresa ou um valor específico em dinheiro para cada uma de suas ações.
Em outubro de 2015, a WestRock comprou a SP Fiber Holdings, Inc. A empresa fabrica papelão reciclado para contêineres, bem como papel kraft e sacolas do mesmo material. Em janeiro de 2016, a empresa adquiriu a Cenveo Packaging por um valor estimado de 105 milhões de dólares, fabricante, principalmente, de caixas dobráveis e embalagens de display litolaminadas, folhas de bobina e sistemas de tintas de cura UV de baixa migração. A venda incluiu instalações localizadas nos Estados Unidos, Canadá e República Dominicana.
Em março de 2017, a WestRock comprou a Star Pizza Box, a maior fabricante e distribuidora de caixas de pizza dos Estados Unidos e, posteriormente, em junho, a empresa adquiriu a Multi Packaging Solutions International (MPS) por um valor de 2,28 bilhões de dólares. A MPS possui 59 filiais na América do Norte, Europa e Ásia e aprimorará as capacidades de impressão, gráficos e design da Westrock para embalagens de bebidas, confeitaria, estética e cosméticos.
Em janeiro de 2018, a empresa adquiriu a Plymouth Packaging, Inc. No final daquele mês, a WestRock anunciou que iria adquirir a empresa rival de papel e celulose Kapstone. O negócio foi fechado em novembro de 2018. A empresa ficou em 194º lugar na Fortune 500 de 2018 das maiores corporações dos Estados Unidos em receita.
Em setembro de 2023, foi relatado que a empresa estava em negociações de fusão com a Smurfit Kappa, com sede em Dublin, na Irlanda, com o intuito de planejar operações e formar um grupo de "embalagens combinadas com lucro ajustado antes de juros, impostos, depreciação e amortização de 5,5 bilhões de dólares". Nessa mesma data, foi anunciado que a WestRock havia concluído a venda de sua subsidiária, RTS Packaging, para a Sonoco, empresa de embalagens com sede em Hartsville, Carolina do Sul, por 330 milhões de dólares.